# 普雷斯頓 (內布拉斯加州)
普雷斯頓（英語：Preston）是位於美國內布拉斯加州理查森縣的村。

## 人口
根據2020年美國人口普查的數據，普雷斯頓的面積為0.15平方千米，皆為陸地。當地共有人口19人，而人口密度為每平方千米127人。